# Dalsäckspindel
Dalsäckspindel (Clubiona germanica) är en spindelart som beskrevs av Thörell 1871. Dalsäckspindel ingår i släktet Clubiona och familjen säckspindlar. Arten är reproducerande i Sverige. Inga underarter finns listade i Catalogue of Life.